# Гибалевич, Исай Ханонович
Исай Ханонович Гибале́вич (1923—1996) — советский кинорежиссёр и оператор. Заслуженный работник культуры УзССР. Член ВКП(б) с 1944 года.

## Биография
Родился 30 октября 1923 года в Коканде (ныне Ферганская область, Узбекистан). Участник Великой Отечественной войны. В кинематографе с 1947 года, работал помощником режиссёра, ассистентом оператора, оператором. С 1953 по 1988 год — режиссёр Ташкентской студии документальных и научно-популярных фильмов-Студии научно-популярных и хроникально-документальных фильмов Узбекистана.

## Фильмография

### Режиссёр
- 1959 — В мире тьмы
- 1960 — Тайна исчезнувшего кишлака
- 1961 — Каршинская степь; Селекционеры
- 1964 — Приезжай в Савой; Учения ПВО
- 1965 — Халкабад
- 1966 — Три штриха Спартакиады; С добрым утром, Сомали!; Леса Узбекистана; Фабрика хлопка; Они учатся в Ташкенте
- 1967 — Будни чабана; Встреча на краю пустыни; Дважды рядовой; У моря Ташкентского
- 1968 — Советская Каракалпакия; Здравствуй, Монголия!
- 1969 — Совет эликтрификаторов
- 1969 — А. Н. Косыгин в Ташкенте; Сары-Чепек
- 1970 — Вертолётчики; 50 лет ТашМИ; По земле Узбекской; История развивается по Ленину; Цветут в пустыне яблоки; Узбекская ССР
- 1972 — Молчаливый Файзулла; Зеравшан
- 1973 — Моя Каракалпакия; Флора Узбекистана; Фестиваль молодежи; Академик Абдулаев; Третий орден республики
- 1974 — Репортаж юбилейного года; Они строят метро; Корма пустыни; Тракторный поезд
- 1975 — Голодная Степь
- 1976 — Форум каракулеводов; Ирригация Узбекистана; Есть в Ташкенте метро
- 1978 — Дренаж; Жизнь большой молекулы; Корма Узбекистана; Село идет в завтра; Светлой дорогой
- 1979 — Кувинский эксперимент; 50 лет ТашПИ; 5 рук человечества
- 1980 — Мираба зовут АСУ; Прямая связь; Огни Пахтачи
- 1981 — За строкой обязательства; Форум ученых; Шаг десятый — шаг одиннадцатый
- 1983 — Мурабекские миллиарды
- 1984 — Капсула плодородия
- 1986 — Где теряются реки

### Оператор
- 1958 — Пять рук человечества; Фестиваль
- 1959 — Дорога под солнцем; Турсуной Ахунова; Салом, Москва!; В мире тьмы; Земля ведет самолёт
- 1960 — Путь воды; Чудо Гулисая; Дружинники; Пусть так не будет; Тайна исчезнувшего кишлака
- 1961 — Каршинская степь; Селекционеры; Родной для всех
- 1963 — Звезды России; Дороги Узбекистана; Здравствуй, Фидель!; Перед большим наступлением; «Пахтакор» встречается с вами; Наши цели ясны; Делегация Того
- 1964 — Внимание, газ!; Приезжай в Савой; Учения ПВО; Ташкентская весна
- 1965 — Декада Украины; Мелодия долины роз; Халкабад; Дни Узбекистана в Москве
- 1966 — Три штриха Спартакиады; С добрым утром, Сомали!; Леса Узбекистана; Они учатся в Ташкенте; Землетрясение в Ташкенте
- 1967 — Будни чабана; Встреча на краю пустыни; Дважды рядовой; У моря Ташкентского; Яша Октябрь
- 1968 — Советская Каракалпакия; Здравствуй, Монголия!
- 1969 — Совет электрификаторов; А. Н. Косыгин в Ташкенте; Сары-Чепек
- 1970 — Вертолётчики; 10 дней в Москве; 50 лет ТашМИ; По земле Узбекской; Юбилей Самарканда; Приезд Л. И. Брежнева; История развивается по Ленину; По земле Узбекской; Цветут в пустыне яблоки; Узбекская ССР
- 1972 — Молчаливый Файзулла; Зеравшан
- 1973 — Моя Каракалпакия; Флора Узбекистана; Фестиваль молодежи; Академик Абдулаев; Третий орден республики
- 1974 — 50 лет Узбекистану; Они строят метро; Корма пустыни; Тракторный поезд
- 1976 — Форум каракулеводов; Ирригация Узбекистана; Есть в Ташкенте метро
- 1978 — Дренаж; Жизнь большой молекулы; Корма Узбекистана; Село идет в завтра; Светлой дорогой
- 1979 — Кувинский эксперимент; 50 лет ТашПИ; 5 рук человечества
- 1980 — Мираба зовут АСУ; Прямая связь; Огни Пахтачи
- 1981 — Шаг десятый — шаг одиннадцатый
- 1983 — Мурабекские миллиарды
- 1984 — Капсула плодородия

## Награды
- заслуженный деятель культуры УзССР
- орден Отечественной войны II степени (6.4.1985)
- орден Славы III степени (30.7.1944)
- два ордена Красной Звезды (31.8.1943; 21.3.1945;был представлен к ордену Славы II степени)
- медаль «За отвагу» (18.6.1943; был представлен к ордену Красной Звезды)